# Chocolat Suchard
 (décembre 2021).
Si vous disposez d'ouvrages ou d'articles de référence ou si vous connaissez des sites web de qualité traitant du thème abordé ici, merci de compléter l'article en donnant les références utiles à sa vérifiabilité et en les liant à la section « Notes et références ».
Chocolat Suchard était une entreprise agroalimentaire suisse fondée en 1826 par Philippe Suchard (1797-1884), spécialisée dans la confiserie, et plus particulièrement dans la transformation du cacao pour l'élaboration de chocolats. Elle commercialisait les Sugus, les Toblerone, en plus de ses produits sous la marque commerciale Suchard.
Rachetée par Kraft Foods en 1990, la marque Suchard est finalement reprise par le groupe américain Mondelēz International, issu de la scission de Kraft Foods en 2012. En mars 2016, elle est revendue par Mondelēz, avec d'autres marques de sucreries concurrentes (Carambar, Kréma, La Pie qui Chante, Vichy, Poulain etc). Elles sont regroupées dans une entreprise créée pour l'occasion, Carambar & Co, détenue par une holding, CPK, dans laquelle le fonds d'investissement français Eurazeo est majoritaire. 
La production des rochers Suchard et du Suchard Express se poursuit à Strasbourg dans l'usine de la Meinau. Le Toblerone est produit en Slovaquie et les Sugus, pour leur part, ont été repris par le groupe Wrigley et ne sont plus produits en Suisse.

## Histoire

### Naissance et développement

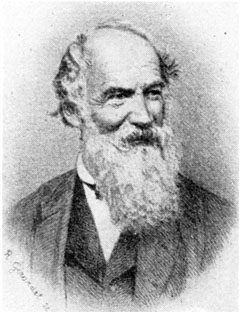
Philippe Suchard

La fabrique de chocolat Suchard est fondée en 1826 à Serrières, dans la commune de Neuchâtel par Philippe Suchard (1797-1884). Ce fils d'aubergiste de Boudry travaille dans la confiserie bernoise de son frère de 1815 à 1823, puis après un voyage en Amérique en 1824, ouvre également sa confiserie au centre-ville de Neuchâtel en 1825, une année avant de fonder la fabrique de Serrières,,.
En plus d'investir dans les mines d'asphalte du Val-de-Travers, le propriétaire de Suchard fonde également des sociétés de navigation à vapeur sur le lac de Neuchâtel et de navigation fluviale entre Bâle et Rotterdam et il tente la culture du ver à soie et la filature dans l'usine de Serrières. Pragmatique, l'entrepreneur Suchard installe ses entreprises au bord du Seyon et de la Serrière, pour disposer d'une source d’énergie hydraulique,.
En 1827, pour répondre à la hausse de la demande en chocolat, Philippe Suchard met au point une nouvelle machine permettant un meilleur mélange du sucre avec la poudre de cacao. L'entreprise de produits chocolatés, qui n’est au début qu’une parmi tant d’autres, ne prend réellement son essor qu'en 1860, lorsque le père et le fils Suchard engagent un voyageur de commerce allemand, Carl Russ. Avec son sens du commerce, ce dernier développe la chocolaterie internationalement. En 1868, il épouse Emilie, fille du fondateur et sœur de Philippe Suchard, intégrant ainsi l'entreprise familiale. Le site de Serrières produit alors quotidiennement entre 2000 et 2500 kilos de chocolat.
Grâce à Philippe Suchard fils (1834-1883), puis à son gendre Carl Russ-Suchard (1838-1925), qui dirige la société Suchard de 1884 à 1924, l'entreprise mécanise sa production et entame un développement international. Dès 1879,  elle ouvre des filiales en Europe, ce qui la transforme en un siècle, en une marque de chocolat fort connue,[source insuffisante]. Parallèlement à son expansion commerciale dans le monde, elle déploie très vite une intense activité promotionnelle.
Lors d’une exposition à Londres, le chocolat Suchard y remporte la médaille d’or en 1851. Il remporte également, une médaille d’or en France à l’exposition universelle de Paris de 1855. Tant et si bien que la société ouvre en 1879, la première fabrique de chocolat suisse implantée hors du territoire, à Lörrach, dans le sud de l’Allemagne. En 1883, Philippe Suchard fils décède alors qu’il travaillait avec son père pour l’entreprise chocolatière de ce dernier. Philippe Suchard père, meurt un an plus tard et l’entreprise Suchard est reprise par son gendre, Carl Russ-Suchard. L’entreprise donne alors du travail et un salaire à 200 personnes à Neuchâtel. Le 23 janvier 1893, Suchard est la première marque au monde à être inscrite au registre international des marques[réf. nécessaire].
Inspiré par Daniel Peter qui avait découvert et commercialisé le chocolat au lait en 1875, Carl Russ-Suchard, lance également son propre chocolat éclairci avec du lait sous le nom de Milka en 1901. Ce nom rencontre un succès non négligeable, qui sera repris comme emblème violacé par les repreneurs de la marque fondée par Philippe Suchard père.

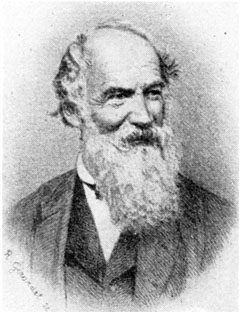
Philippe Suchard père
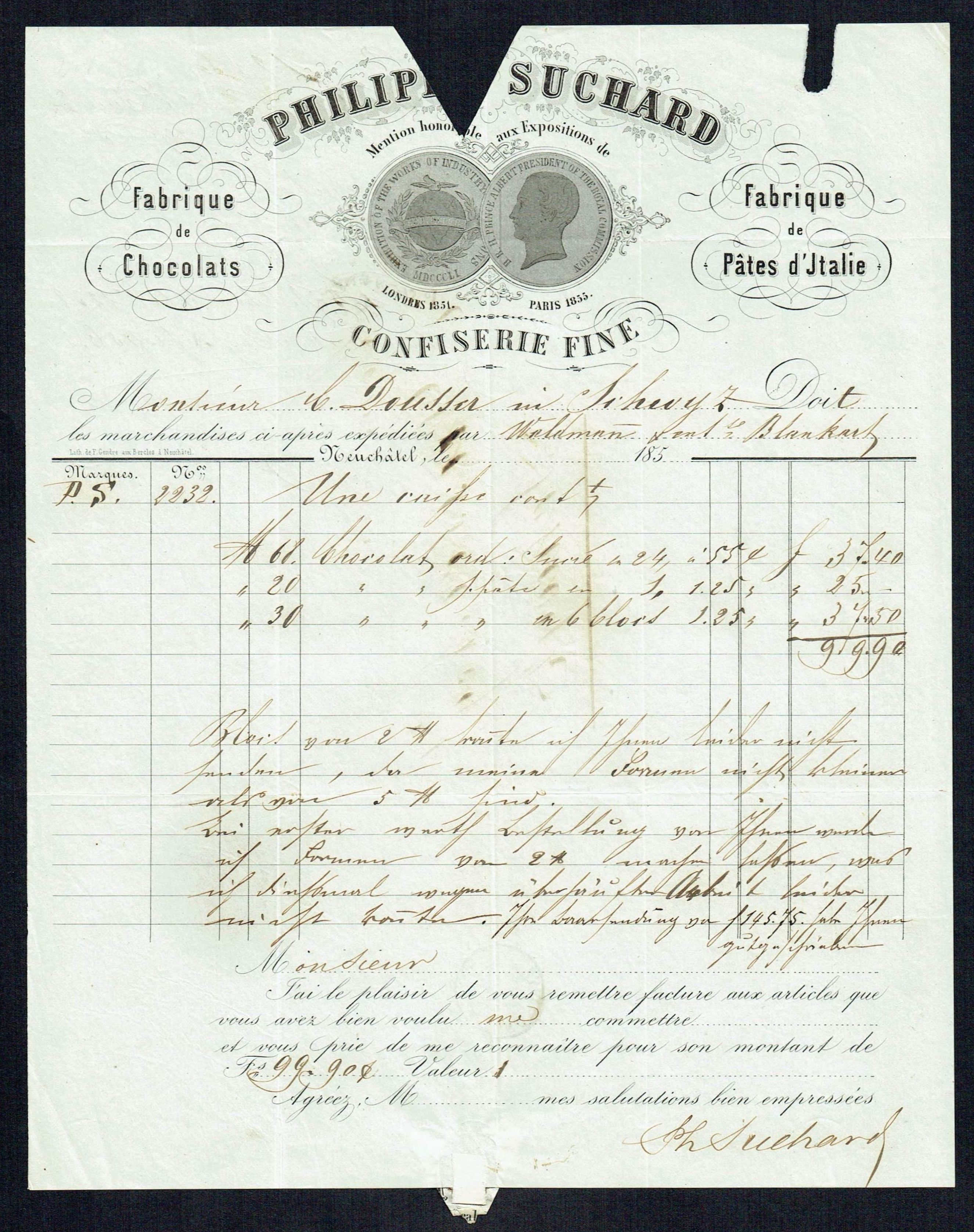
Facture de 1875
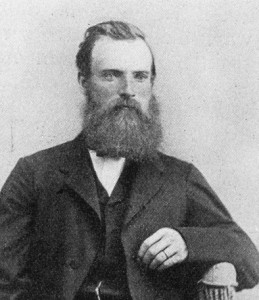
Carl Russ Suchard
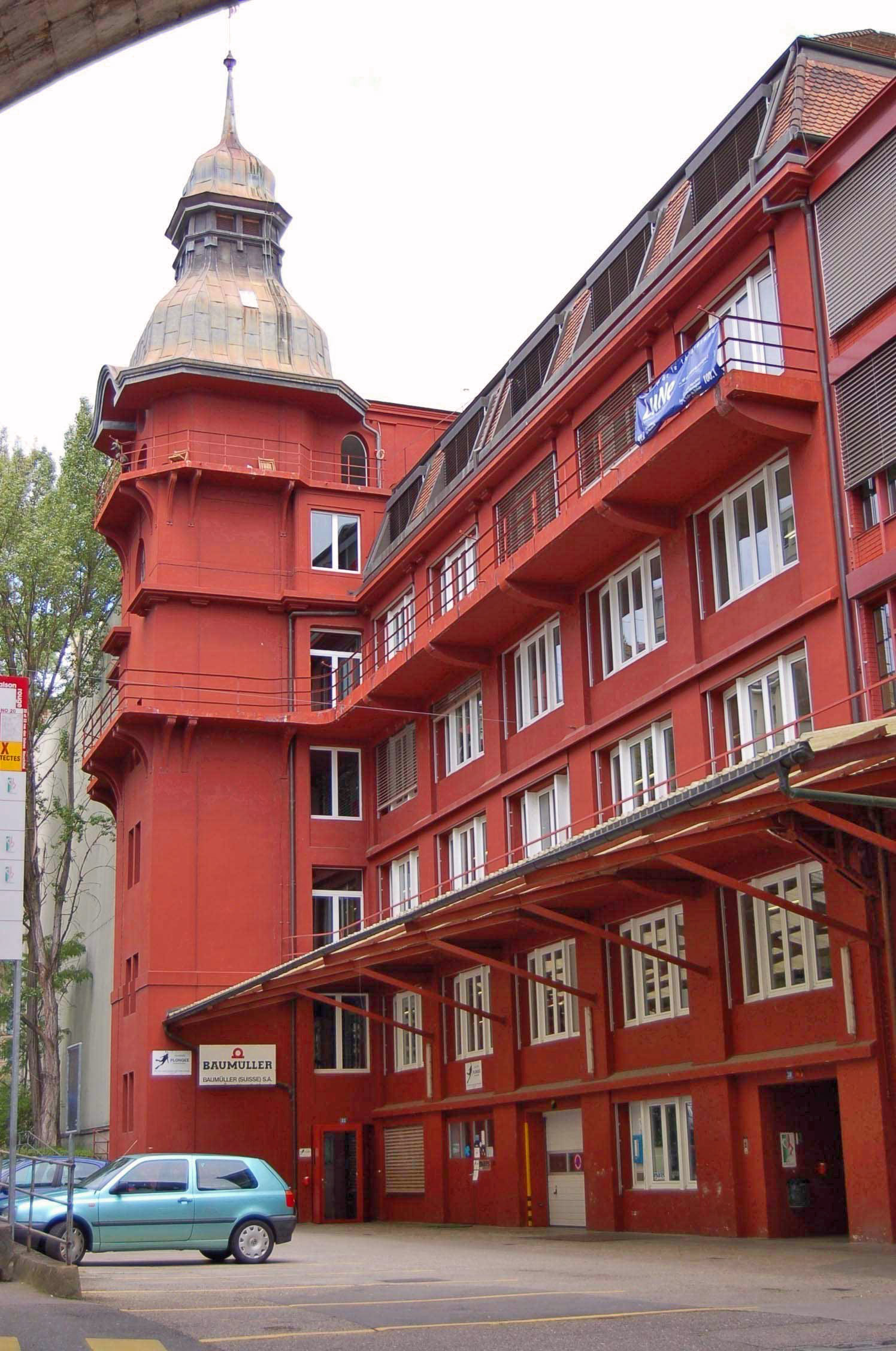
Usine de Serrières

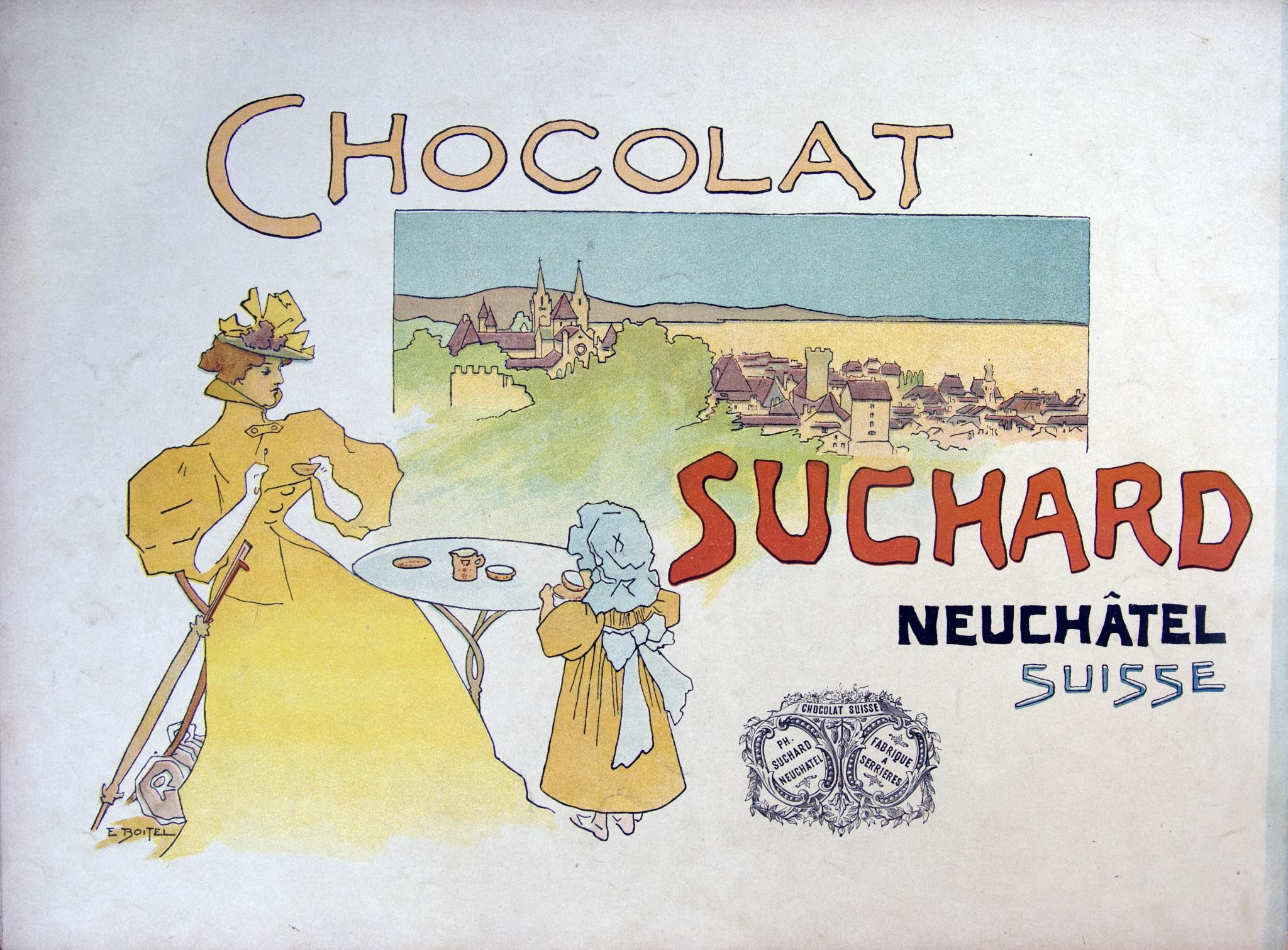
Publicité fin XIXe siècle
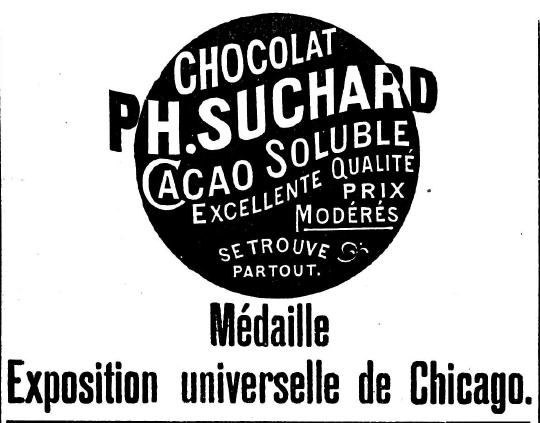
Chicago, 1894
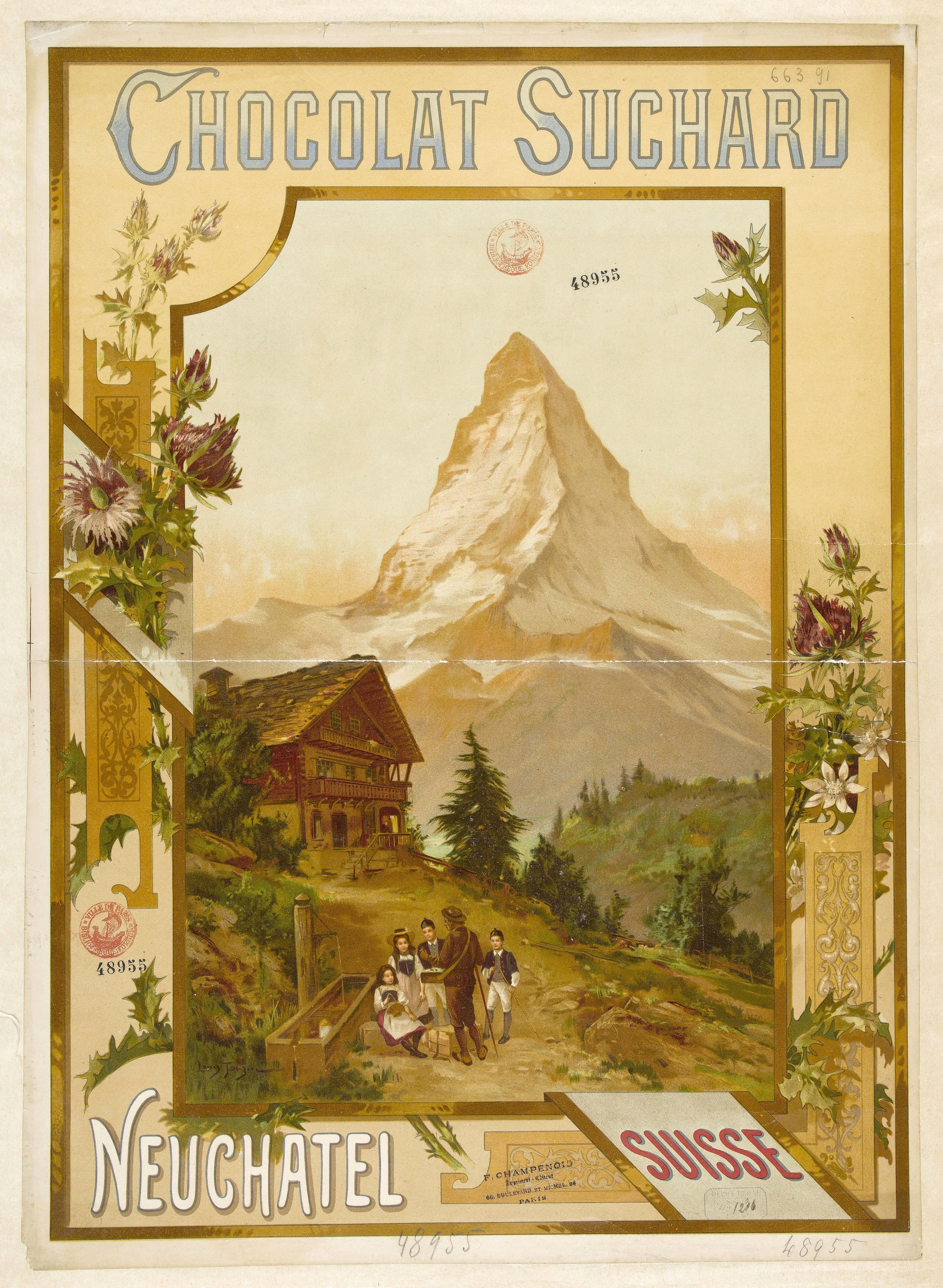
Louis Tauzin, 1895
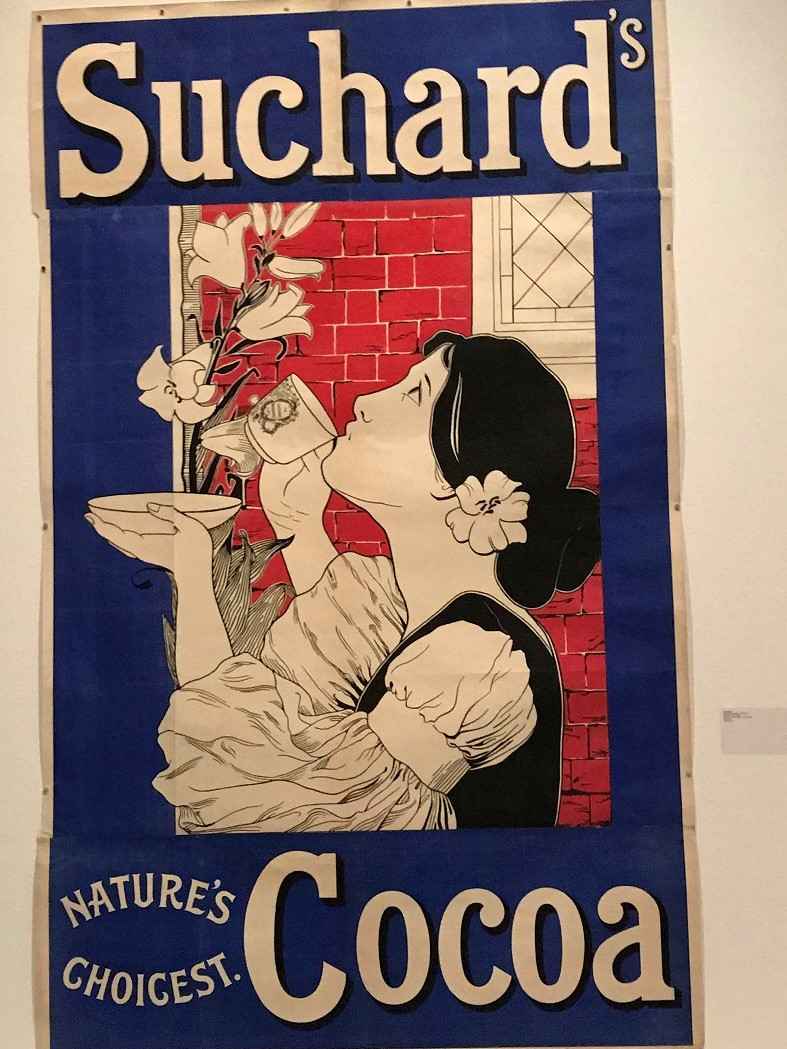
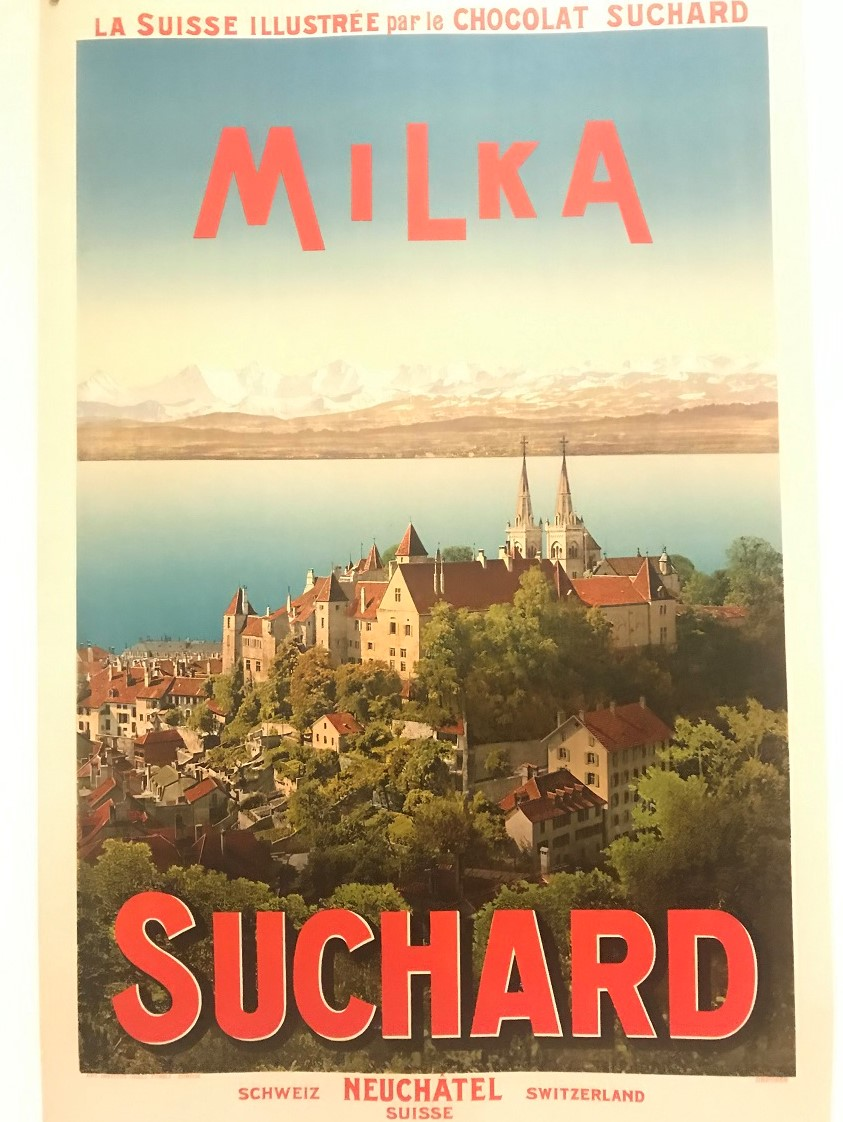
Neuchâtel et les Alpes

### Internationalisation et incorporation dans des conglomérats
Après avoir créé la tablette de chocolat au lait Milka au début du XXe siècle, Suchard se transforme en société anonyme en 1905 pour assurer son développement. Puis Suchard SA s'internationalise et ouvre des usines en Autriche, en Allemagne et en France. En plus de son activité à Neuchâtel, la multinationale Suchard SA attribue des franchises dès 1922, pour ses recettes à des firmes roumaine, suédoise, canadienne, et sud-africaine notamment ,,. 

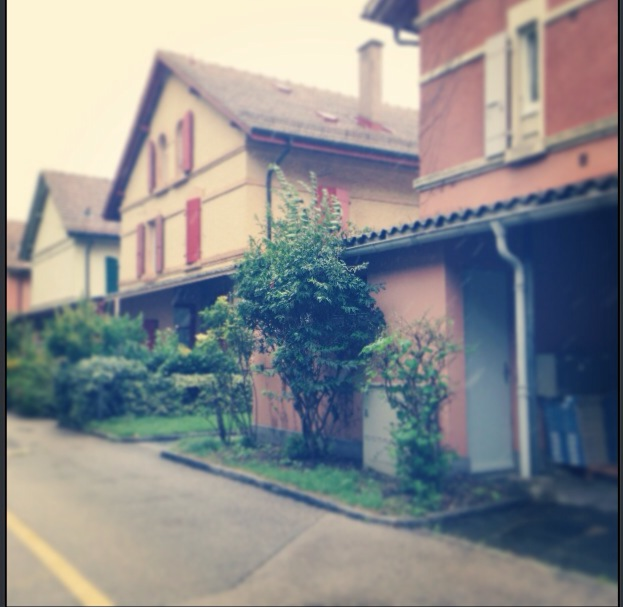
« Cité Suchard » à Serrières.

Avant-gardiste, Suchard s'investit dans une politique sociale ambitieuse en construisant la « Cité Suchard » (maisons ouvrières) à Serrières, la première crèche du canton et en subventionnant généreusement plusieurs institutions de bienfaisance.
Lorsque Willy Russ vend ses actions en 1930, la société anonyme se transforme en holding et Suchard cesse d'être une entreprise familiale. En 1931, la société Suchard achète une fabrique en Alsace, les Bonbons Wolff comme succursale. Parallèlement à son développement à l'étranger, Suchard poursuit son expansion sur le site de Serrières : de 30 kg de chocolat par jour en 1826 à 60 tonnes en 1924 et de 100 ouvriers en 1875 à 920 à la fin des années 1960. La holding diversifie sa production en intégrant le Sugus et le Suchard Express à sa gamme de produits. La holding est transférée dix ans plus tard de Neuchâtel à Lausanne, alors qu'une usine de chocolat est rachetée à Strasbourg.
En 1970, la fabrique Suchard fusionne avec les Chocolat Tobler, principalement connus pour leur Toblerone, au sein d'Interfood, holding située à Lausanne. Mais en 1982, le financier Klaus Johann Jacobs s'empare de la majorité du capital de Suchard-Tobler et l'associe à son groupe qui devient Jacobs Suchard SA. Ce financier entreprend la refonte de l'entreprise en profondeur et vend les installations de Serrière. Le groupe Jacobs-Suchard-Tobler voit toute sa production chocolatière déplacée de Neuchâtel à Berne et l'administration déplacée à Monruz.

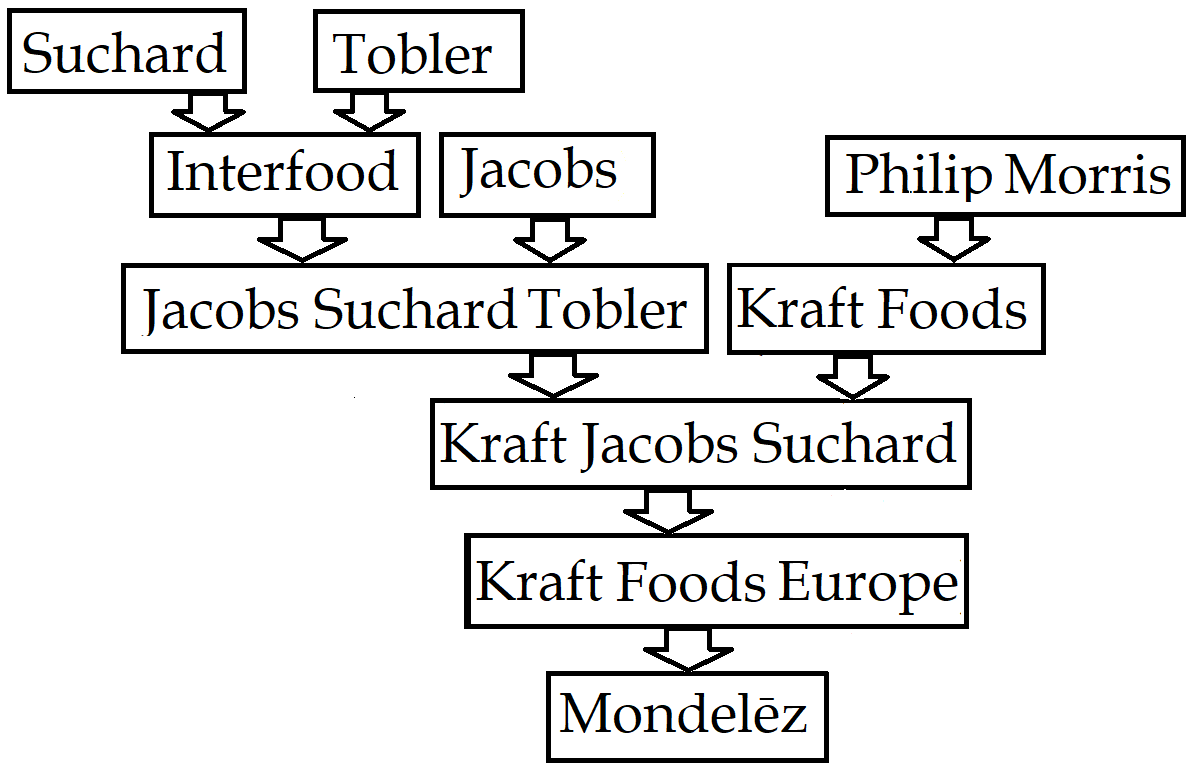
Concentration économique dans le monde du chocolat

En 1990, le groupe Jacobs-Suchard-Tobler cesse de produire à Neuchâtel et est vendu au cigarettier Philip Morris Companies, qui l'intègre dans le groupe Kraft Foods Group,. En 1993, ce groupe américain œuvrant dans l'industrie du tabac et déjà actif dans le canton de Neuchâtel, regroupe dans Kraft Jacobs Suchard Jacobs Suchard avec les activités européennes de Kraft General Foods Europe.
En 2000, la société est nommée Kraft Foods Schweiz et commercialise ses produits chocolatés du XXIe siècle sous la marque Suchard,. En 2012, Philip Morris scinde son groupe alimentaire Kraft en deux parties, activité européenne et américaine. Ainsi la marque et les produits Suchard sont intégrés dans Mondelēz International, alors que Kraft Foods s'allie avec Heinz aux États-Unis au sein de Kraft-Heinz.
En mai 2017, des licences sur les produits Suchard avec d'autres des marques de confiserie de Mondelēz sont revendues au fonds d'investissement français Eurazeo. Mondelēz conserve néanmoins les autres produits de la marque, dont Milka. Les nombreuses marques de la défunte holding Suchard sont aujourd'hui commercialisées par des entreprises différentes.

## Principales marques (jusqu'en 1990)
- Sugus, caramel mou aux fruits
- La-Do-Ré, chocolat crémant
- Milka, chocolat au lait

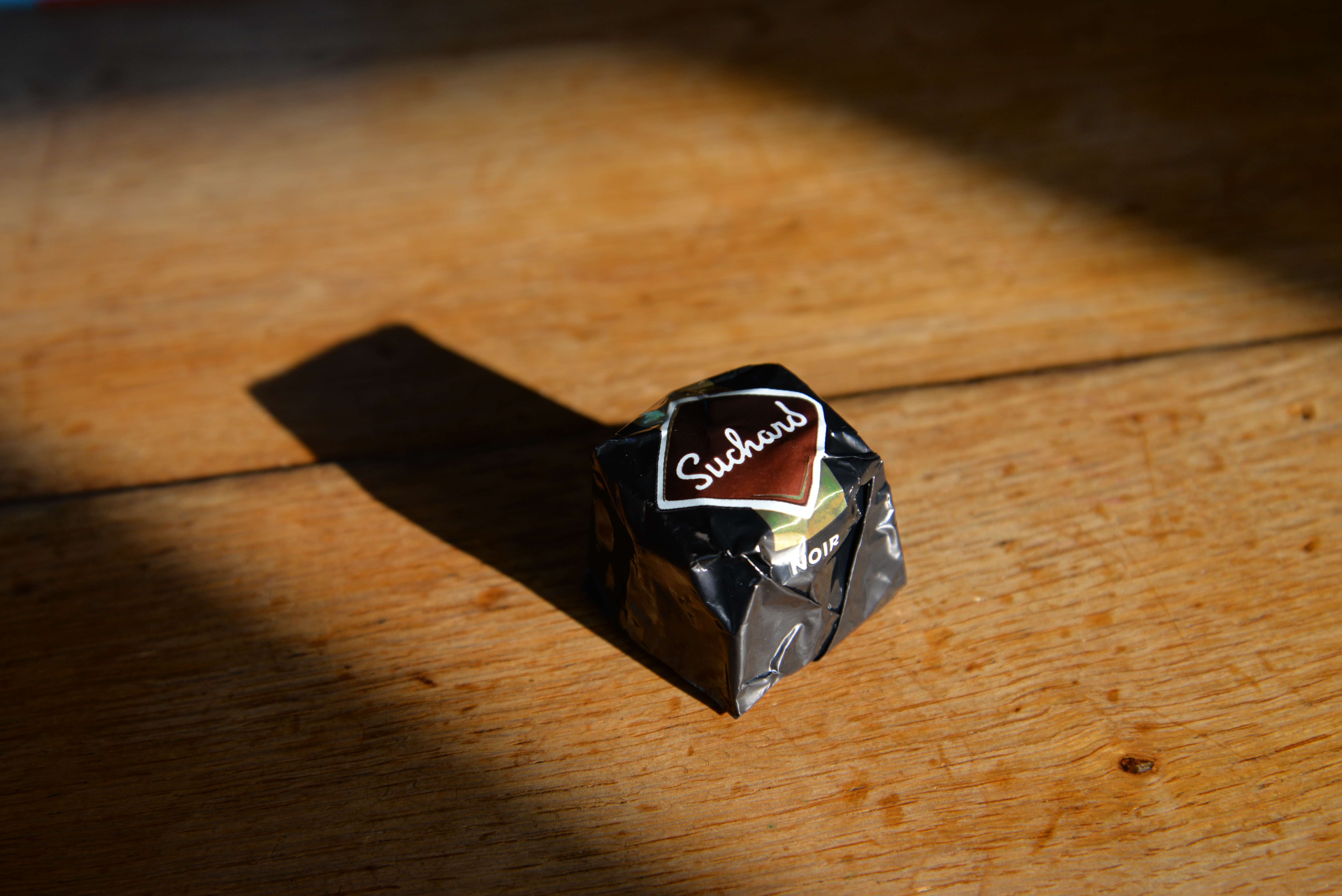
Friandise de marque Suchard.

- Suchard Express, boisson lactée au chocolat
- Toblerone, barre chocolatée
- Rocher, friandise au chocolat

## Sources et bibliographie

### Fonds d'archives
- Le patrimoine de Suchard est conservé dans plusieurs institutions :
  - les Archives de la ville de Neuchâtel pour les documents
  - le Musée d'art et d'histoire à Neuchâtel pour l'iconographie et les objets
  - le Département Audiovisuel à la Chaux-de-Fonds pour les films.